# Torvaj
Torvaj – wieś na Węgrzech, w komitacie Somogy, w powiecie Tab.